# 学源街
30°19′15″N 120°20′55″E / 30.32097°N 120.34865°E
学源街是杭州经济技术开发区的一条东西走向的街道。全长9.4km。东起之江东路，西至乔下线。

## 主要建筑
- 浙江财经大学
- 杭州师范大学钱江学院
- 浙江金融职业学院
- 浙江经贸职业技术学院
- 中国计量大学
- 浙江水利水电学院
- 杭州职业技术学院
- 杭州消防主题公园
- 福雷德广场
- 浙江传媒学院
- 杭州经济技术开发区行政服务中心